# Шекветили
Шекветили (груз. შეკვეთილი) — посёлок и морской курорт в Грузии, расположенный на восточном побережье Чёрного моря, в устье реки Натанеби, и относящийся к Озургетскому муниципалитету (край Гурия). В Шекветили находится популярный парк развлечений Цицинатела, большая крытая площадка Black Sea Arena, а также парк миниатюр: выставка масштабных моделей архитектурных памятников Грузии под открытым небом.

## География
Шекветили занимает 5-километровую прибрежную полосу, где преобладает сосновый лес, на высоте двух метров над уровня моря. Он расположен на полпути между морскими курортами Уреки и Кобулети, в 21 км к востоку от Озургети, главного города Гурии. Курортный посёлок пересекает автомагистраль S2, в нём также функционирует железнодорожный вокзал Натанеби.

## История
Шекветили служил важным торговым центром в юго-западном грузинском княжестве Гурия в XVIII веке. В 1723 году там был размещён османский гарнизон. Шекветили перешел во владение Российской империи согласно Бухарестскому мирному договору 1812 года. Турки называли его Шефкетиль, а русские — форт святого Николая. Согласно тогдашнему сообщению: «припасы для форта святого Николая выбрасываются на соседнем клочке земли и перевозятся туда на плечах людей.»

### Битва при Лимани (1829)
Будучи пограничной крепостью, Шекветили служил ареной военных столкновений между русскими и османскими войсками в ходе русско-турецких войн. Во время конфликта 1828—1829 годов форт святого Николая был одной из баз для русских операций в «Турецкой Гурии» (Аджарии). 5 марта 1829 года генерал-майор Карл Гессе во главе отряда из 1200 русских солдат и около 1500 гурийских ополченцев штурмовал и разрушил крупный укреплённый османский лагерь в Лимани, недалеко от Шекветили.

### Битва при Шекветили (1853)
Во время Крымской войны, в ночь с 15 на 16 октября 1853 года, превосходящие силы Османской империи в составе трёх или пяти батальонов, включая башибузуков, во главе с Хасаном и Али Беем и Деде Агой, уроженцами Чюрюксу, штурмовали Шекветили, удерживаемые двумя ротами русской пехоты и местным грузинским ополчением под командованием капитана Щербакова, и захватили этот пост после нескольких часов ожесточенного боя. Зверства, совершённые Баши-базуками в Шекветили и вокруг него, оттолкнули местных грузин-мусульман, которые первоначально приветствовали наступление османов. Практически весь русский гарнизон погиб, включая капитана Щербакова и командира грузинского ополчения, князя Георгия Гуриели. Сражение открыло Кавказский фронт Крымской войны.

## Население
Население села составляет 175 человек по итогам переписи 2014 года. Большинство населения — грузины.